# Sorelle sbagliate
Sorelle sbagliate è una miniserie televisiva statunitense, creata da Olivia Milch e trasmessa su Prime Video nel 2025.

## Trama
Due sorelle in conflitto, una sposata e l'altra divorziata dallo stesso uomo, sono costrette a riunirsi dopo che lui viene assassinato.

## Personaggi e interpreti

### Personaggi principali
- Chloe Taylor, interpretata da Jessica Biel, doppiata da Chiara Gioncardi.
Caporedattrice della rivista The Real Thing
- Nicky Macintosh, interpretata da Elizabeth Banks, doppiata da Barbara De Bortoli.
Sorella maggiore di Chloe
- Adam Macintosh, interpretato da Corey Stoll, doppiato da Simone D'Andrea.
Marito di Chloe ed ex marito di Nicky
- Nancy "Nan" Guidry, interpretata da Kim Dickens, doppiata da Giuppy Izzo.
Detective dell'East Hampton che indaga sull'omicidio di Adam

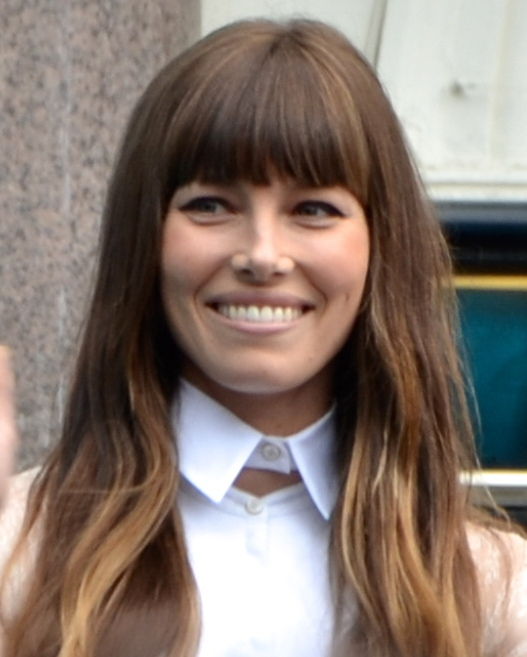
Jessica Biel interpreta Chloe Taylor
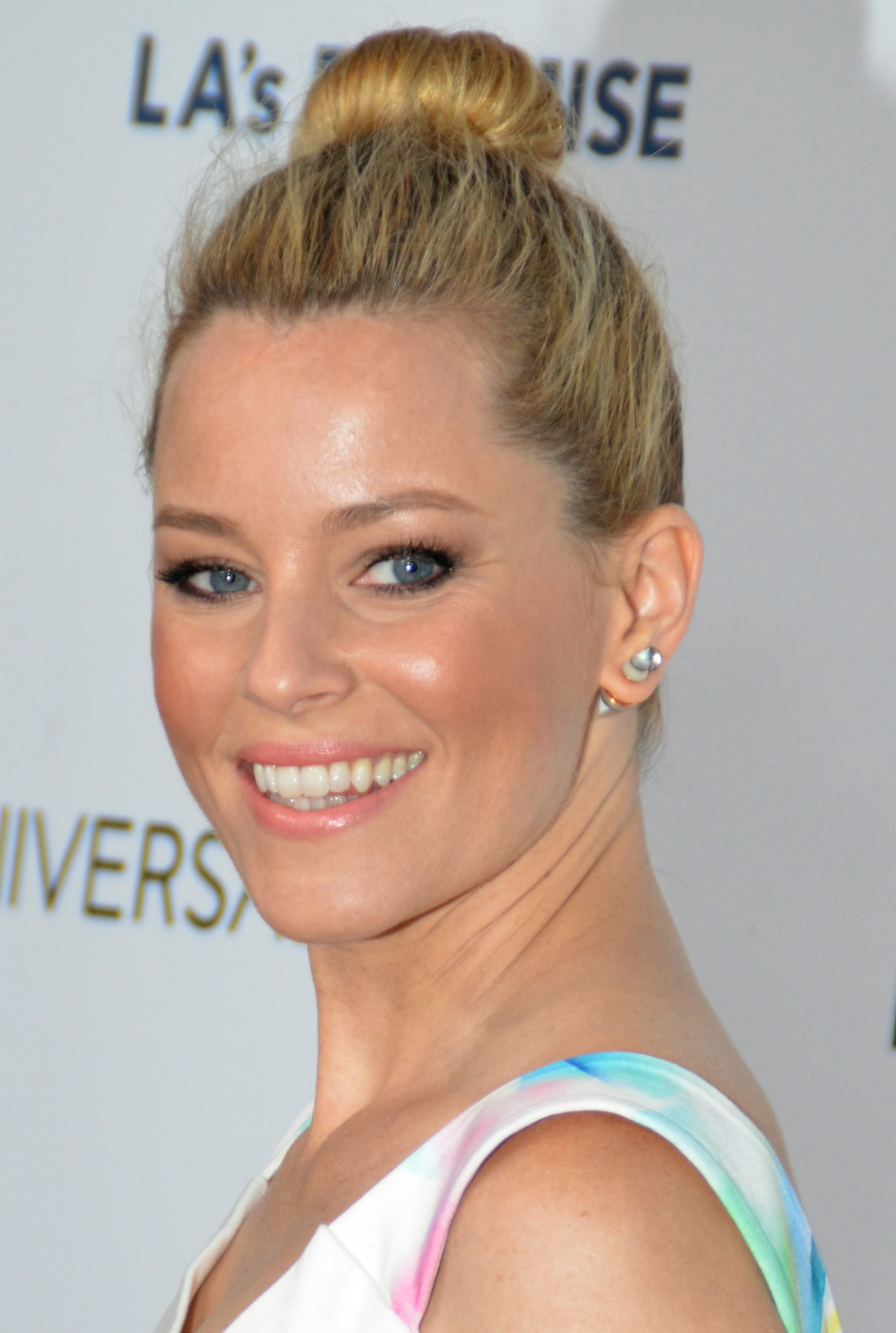
Elizabeth Banks interpreta Nicky Macinthosh
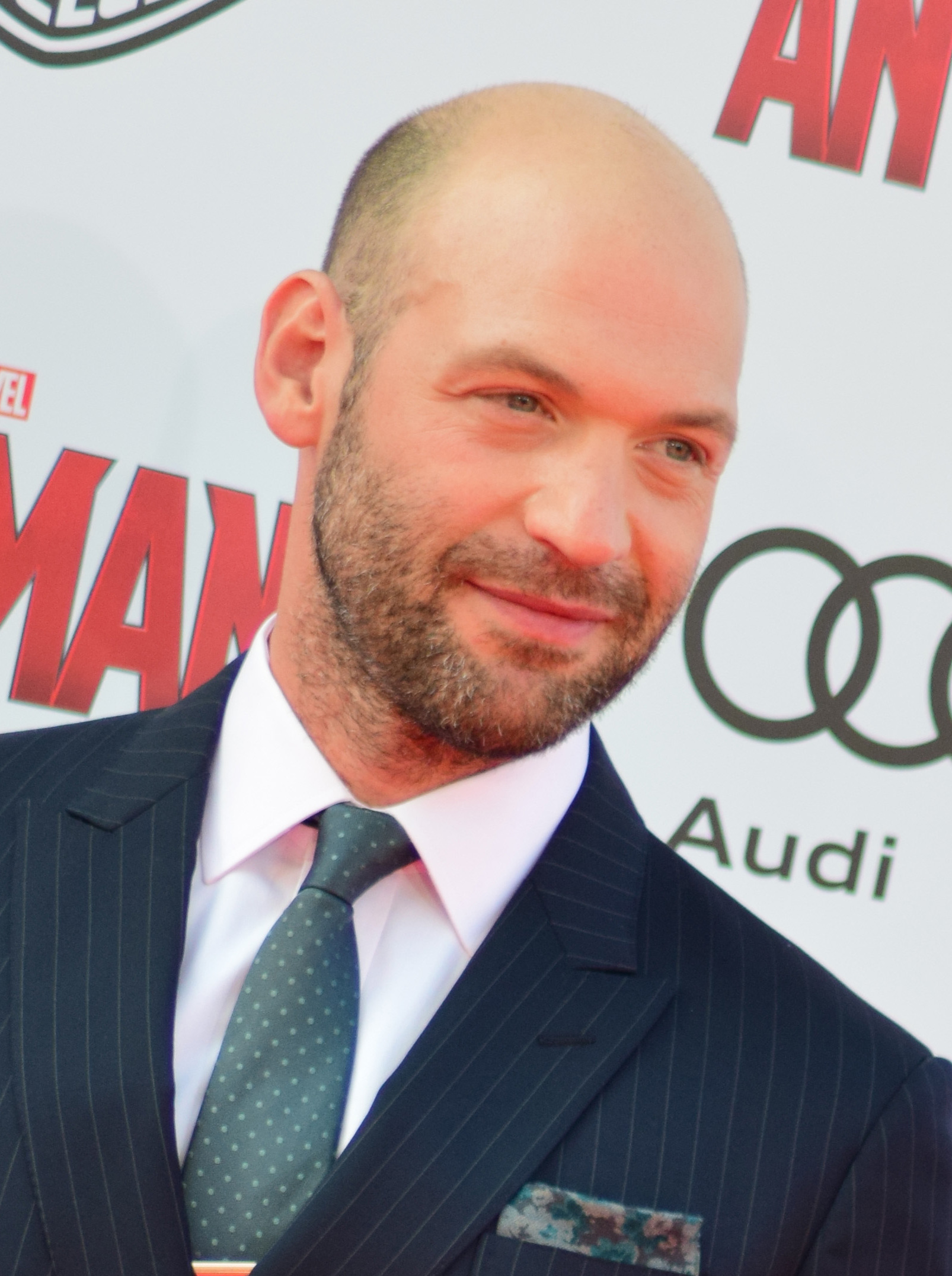
Corey Stoll interpreta Adam Macinthosh
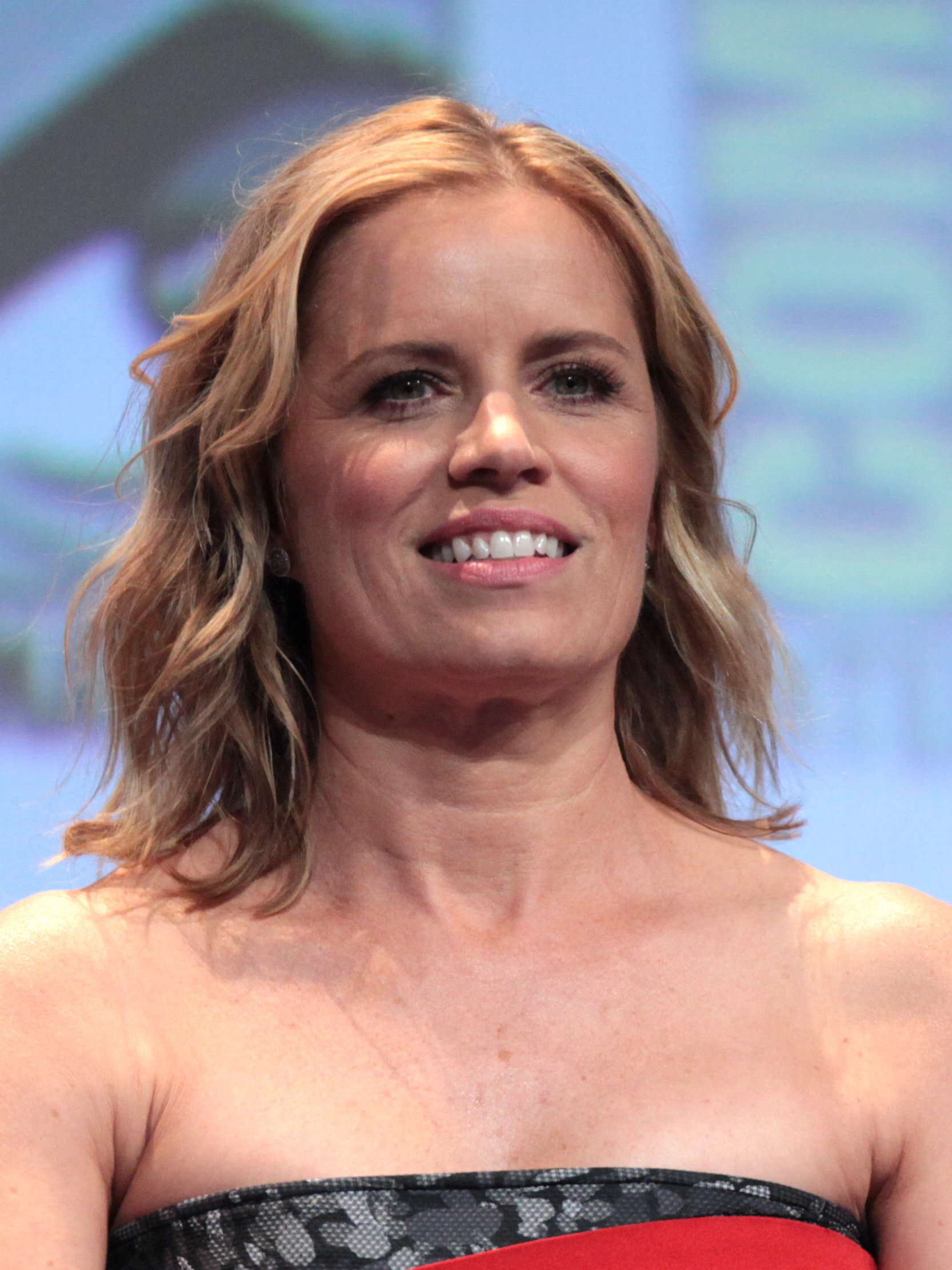
Kim Dickens interpreta Nancy "Nan" Guidry

## Produzione
Coproduzione di Tomorrow Studios e Amazon MGM Studios, la miniserie è un adattamento di Olivia Milch e Regina Corrado dell'omonimo romanzo di Alafair Burke del 2019.